# Dilvish il maledetto
Dilvish il maledetto (Dilvish, the Damned) è un'antologia di racconti fantasy di Roger Zelazny, pubblicata per la prima volta nel 1982, composta da racconti per la maggior parte originariamente pubblicati su varie riviste.
Il titolo inizialmente proposto da Zelazny per l'antologia fu Nine Black Doves che successivamente è stato utilizzato per il quinto volume antologico dei suoi racconti brevi.
L'arco narrativo iniziato da questi racconti si conclude nel romanzo Terra di mutazioni (The Changing Land), che fu pubblicato nel 1981, prima dell'antologia.
Il volume fu candidato al premio Locus per l'anno 1982 nella categoria "antologie di singolo autore".
È stato pubblicato in italiano dalla Fanucci nel 1988, con una prefazione di Gianni Pilo, che ne è stato anche il traduttore.

## Contenuto
L'antologia comprende i seguenti racconti:
- Passaggio a Dilfar (Passage to Dilfar), prima pubblicazione su  Fantastic Stories of Imagination, febbraio 1965.
- Il canto di Thelinde (Thelinde's Song), prima pubblicazione sulla rivista Fantastic Stories of Imagination, giugno 1965.
- Le campane di Shoredan (The Bells of Shoredan), prima pubblicazione su Fantastic, marzo 1966.
- Un cavaliere per Merytha (A Knight for Merytha), prima pubblicazione su Eternity SF volume 1, numero 3, 1974.
- I luoghi di Aache (The Places of Aache), prima pubblicazione sulla rivista Other Worlds 2, gennaio 1980.
- Una città divisa (A City Divided), pubblicato per la prima volta in questa raccolta nel 1982.
- The White Beast, prima pubblicazione su  Whispers 13-14, ottobre 1979, non presente nell'edizione italiana.
- La torre di ghiaccio (Tower of Ice), prima pubblicazione nell'antologia Flashing Swords! 5: Demons and Daggers, nel dicembre 1981.
- Diavolo e la danzatrice (Devil and the Dancer), pubblicato per la prima volta in questa raccolta nel 1982.
- Il giardino di sangue (Garden of Blood), prima pubblicazione nell'antologia The Year's Best Fantasy Stories: 6, nel novembre 1980.
- Dilvish, il maledetto (Dilvish, the Damned), pubblicato per la prima volta in questa raccolta nel 1982.

## Trama
Dilvish è l'ultimo discendente di una nobile casata umana che per aver mischiato il suo sangue con quello degli elfi era stata spogliata di tutti i titoli. Centinaia di anni prima della storia narrata nei racconti si era imbattuto in un rituale oscuro officiato dallo stregone Jelerak, che stava sacrificando una ragazza. Nel tentativo di salvarla il suo corpo fu trasformato in pietra e la sua anima bandita nell'inferno. Il suo corpo trasformato in statua fu posto per decenni sulla piazza di una vicina città che nel passato aveva salvato da un'invasione.
Dilvish riesce a liberarsi dalla sua prigionia quando gli abitanti della città si trovano di nuovo minacciati da un'invasione e ritorna nel mondo dei viventi accompagnato da Black, un cavallo demoniaco di metallo con cui ha stretto un patto. Dopo aver respinto l'attacco alla città, arso dal desiderio di vendicarsi, si mette alla caccia di Jelerak armato della conoscenza dei "detti terribili", una serie di incantesimi di grande potenza appresi durante la sua prigionia all'inferno.